# Siard

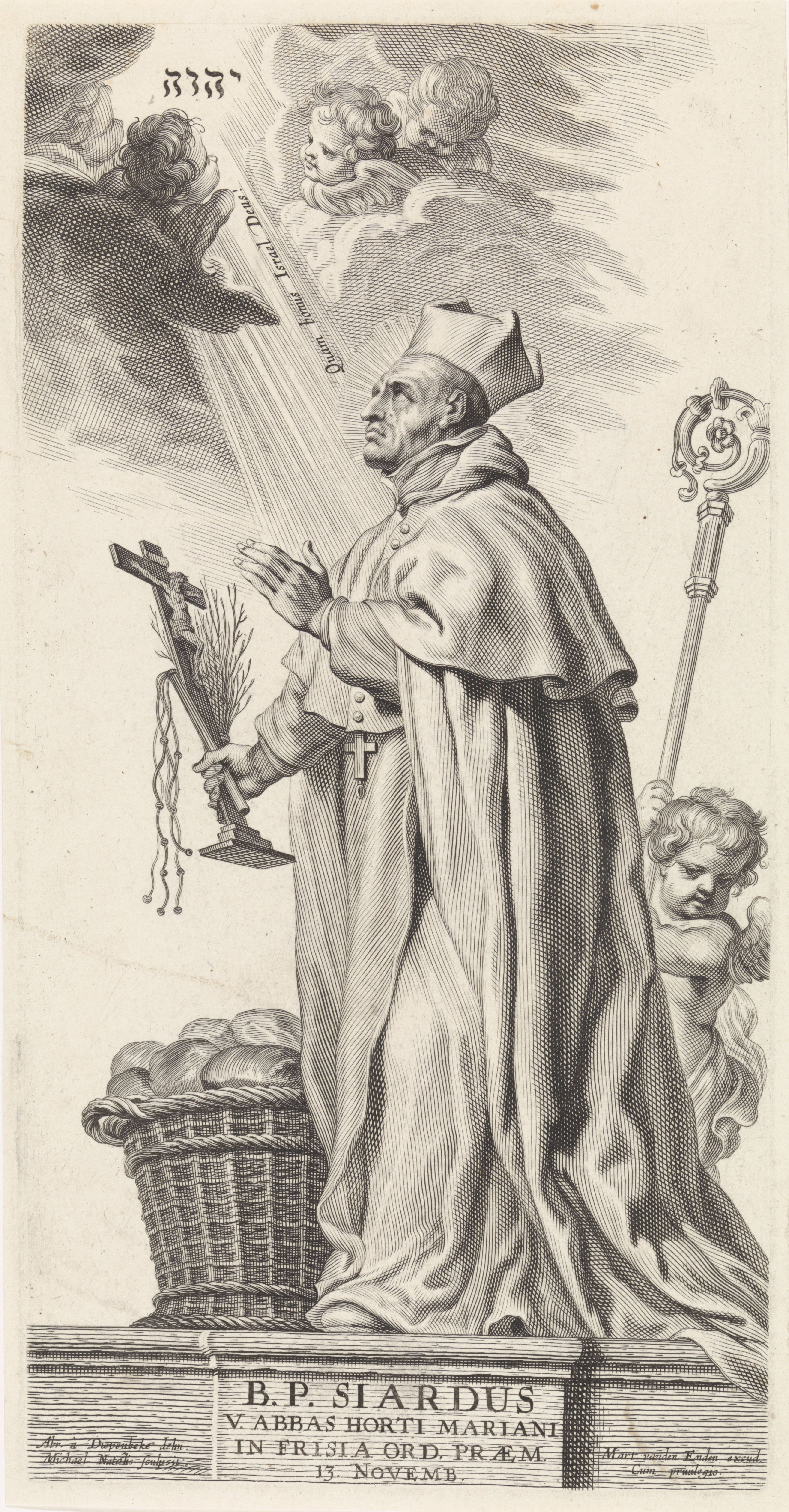
Siard von Mariengaarde

Der heilige Siard von Mariengaarde (* Mitte des 12. Jahrhunderts in Friesland; † 13. November oder, nach einigen Sekundärquellen, 17. November 1230 in Mariengaarde) ist einer der bekannteren Heiligen des Prämonstratenserordens. Er war der fünfte Abt des großen Stiftes von Mariengaarde.

## Leben
Der heilige Siard wurde um die Mitte des 12. Jahrhunderts als Sohn einer wohlhabenden Familie in Friesland geboren. Sein friesischer Name bedeutet auf Deutsch der kühne Sieger. Er besuchte die Schule im Stift Mariengaarde (deutsch Mariengarten), das von 1163 bis 1576 bestand und in Hallum lag, einem Ort, der heute zur westfriesischen Gemeinde Ferwerderadiel zählt. Der Gründerabt, der heilige Friedrich von Hallum, nahm ihn schließlich ins Stift auf. Im Jahre 1194 wurde Siard sein Nachfolger und damit der fünfte Abt des Prämonstratenserstiftes in Friesland. Er verweigerte sich einer besonderen Behandlung, lebte bescheiden als Erster unter Gleichen und kümmerte sich besonders um die Armen. Auch an der Arbeit der Gemeinschaft nahm er teil, besonders am Bau von Deichen.

## Kult
Schon bald nach seinem Tode setzte seine Verehrung ein. Nach der Zerstörung von Mariengaarde in der Reformationszeit wurden seine Reliquien im Jahre 1617 nach Tongerloo in Flandern übertragen, bedeutende Reliquien befinden sich auch in der Abtei Windberg. Sein Kult wurde von Papst Benedikt XIII. im Jahre 1728 bestätigt. Meist wird der heilige Siard als Prämonstratenserabt mit Geißel und Rute, mit einer Schaufel, einem Kreuz und/oder Korngarben sowie auch Brot an Arme verteilend dargestellt. Bildliche Darstellungen von ihm gibt es z. B. in Bad Schussenried, Steingaden und im Stift Geras in Niederösterreich.
Sein Gedenktag liegt regional abhängig entweder auf dem 13. oder 17. November, im Orden wird er heute am 14. November begangen.